# Xã Bow Creek, Quận Phillips, Kansas
Xã Bow Creek (tiếng Anh: Bow Creek Township) là một xã thuộc quận Phillips, tiểu bang Kansas, Hoa Kỳ. Năm 2010, dân số của xã này là 43 người.